# بيبي كاسيريس
بيبي كاسيريس (بالإسبانية: Pepe Cáceres)‏ هو مصارع ثيران كولومبي، ولد في 16 مارس 1935 في إدارة توليما في كولومبيا، وتوفي في 16 أغسطس 1987 في بوغوتا في كولومبيا بسبب هجمات الحيوانات.